# Ophrys umbilicata
Ophrys umbilicata är en orkidéart som beskrevs av René Louiche Desfontaines. Ophrys umbilicata ingår i ofryssläktet, och familjen orkidéer.

## Underarter
Arten delas in i följande underarter:
- O. u. bucephala
- O. u. calycadniensis
- O. u. flavomarginata
- O. u. lapethica
- O. u. latakiana
- O. u. umbilicata

## Bildgalleri

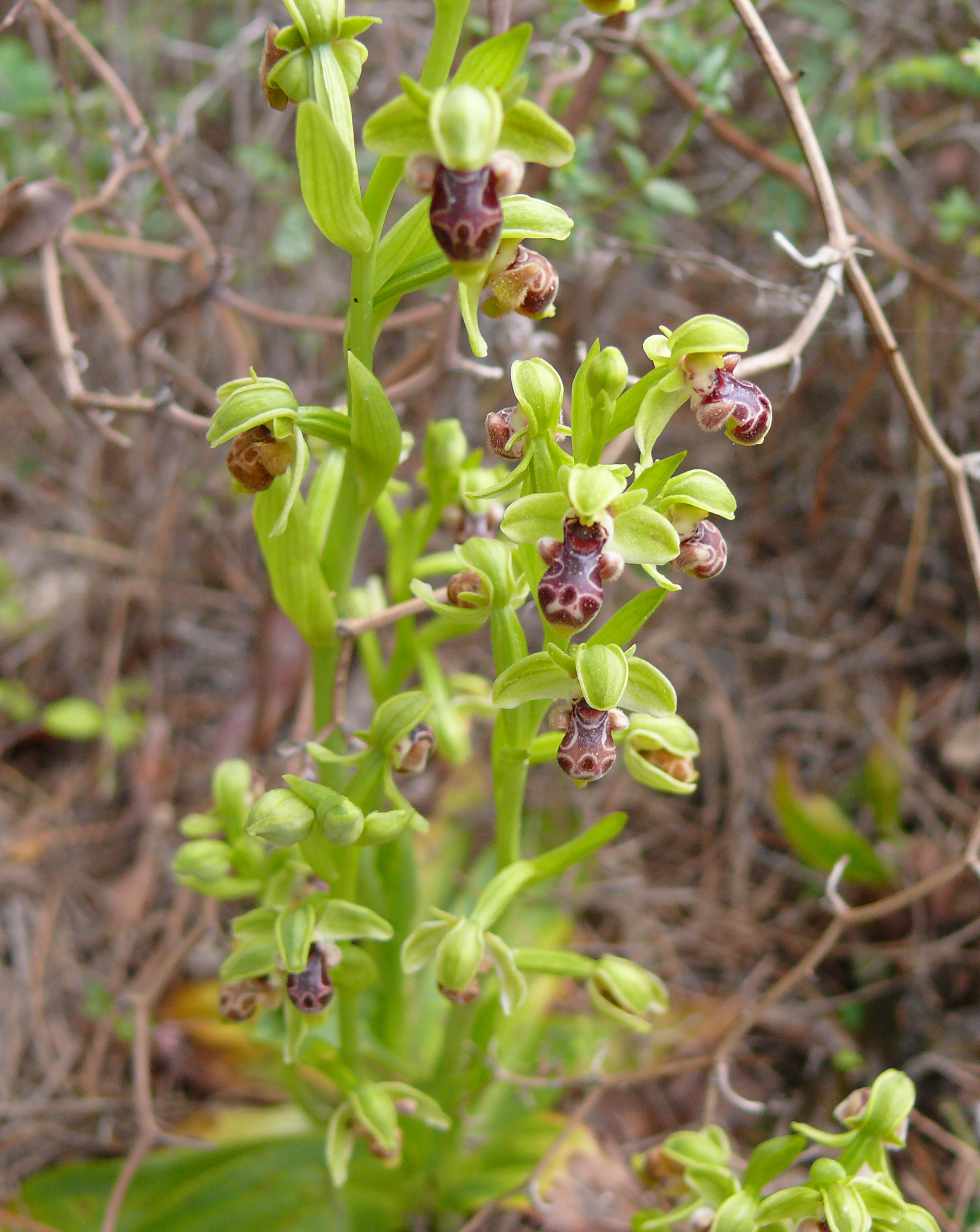
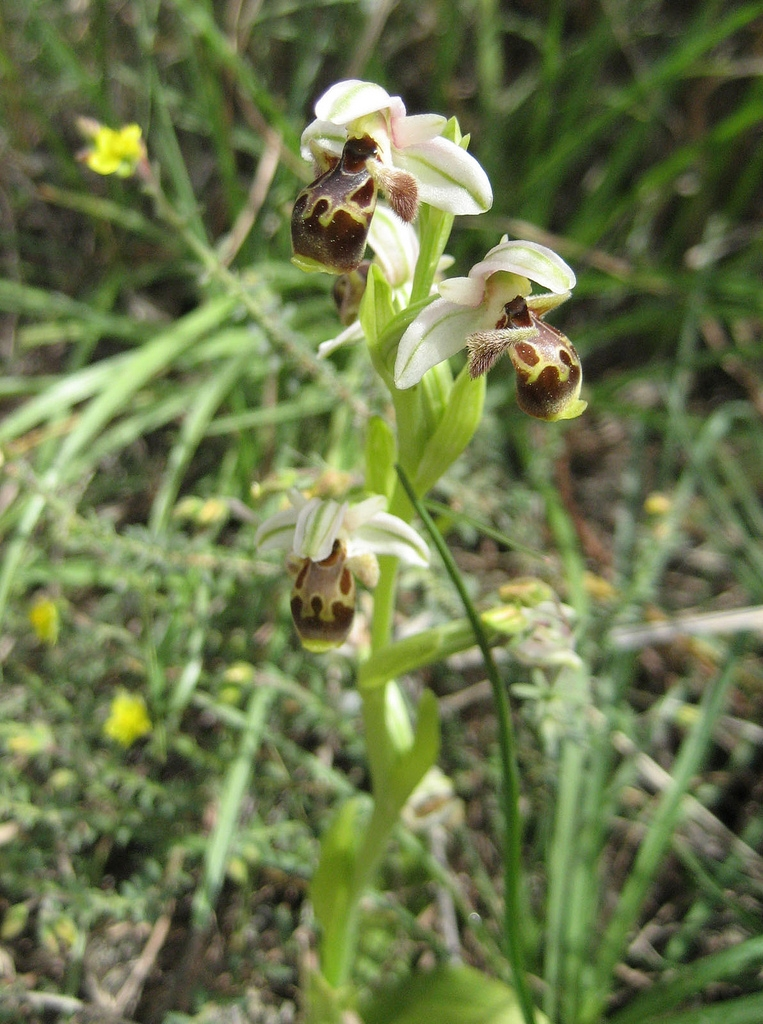
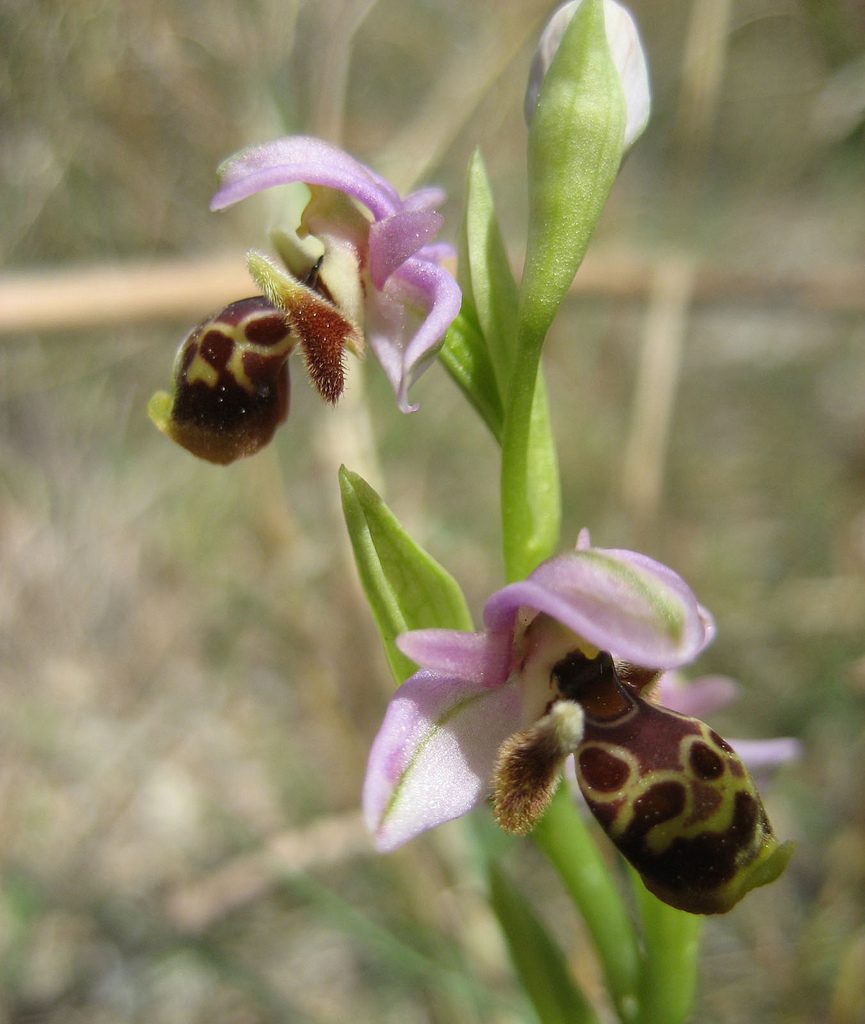
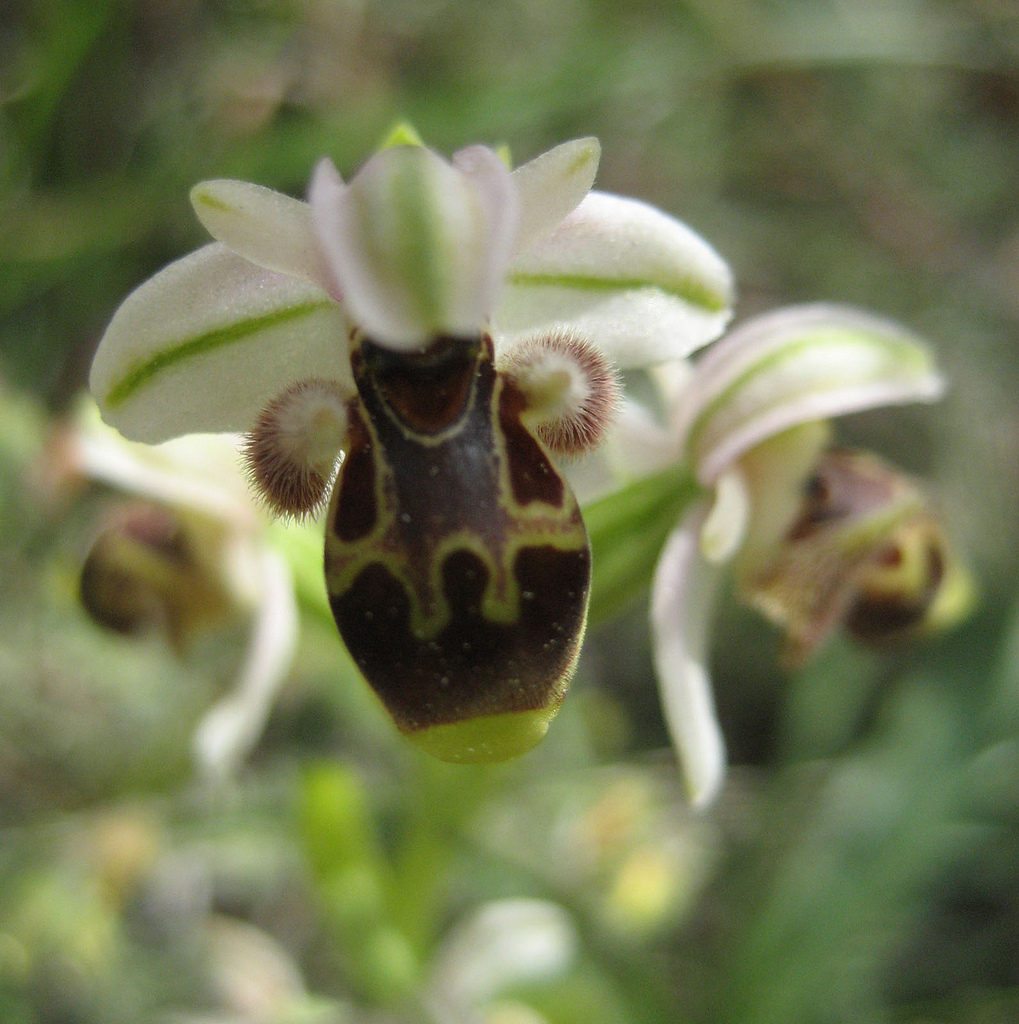
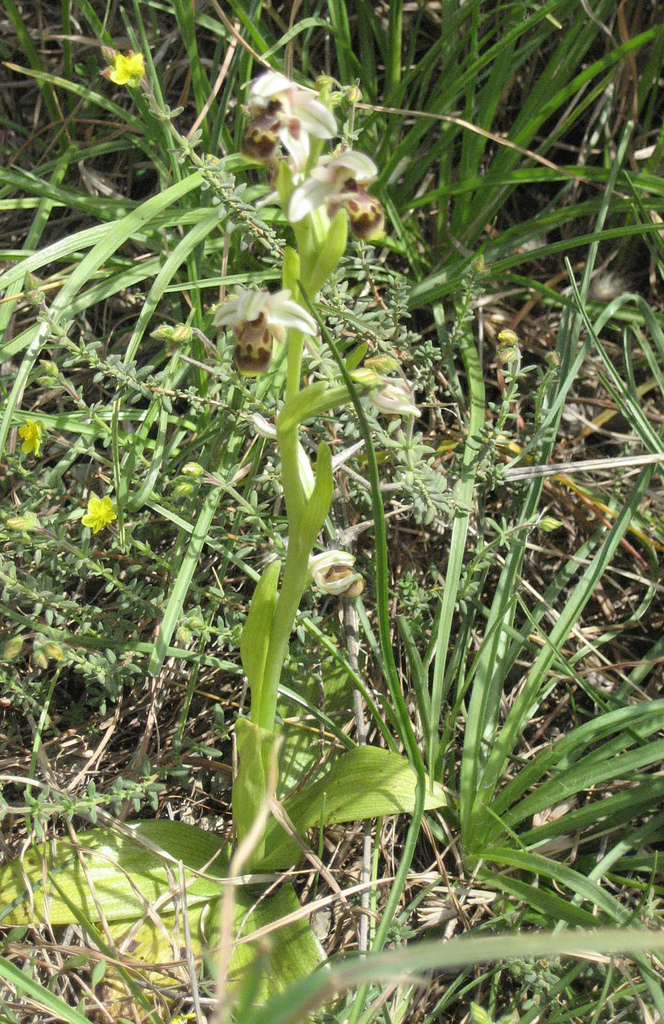
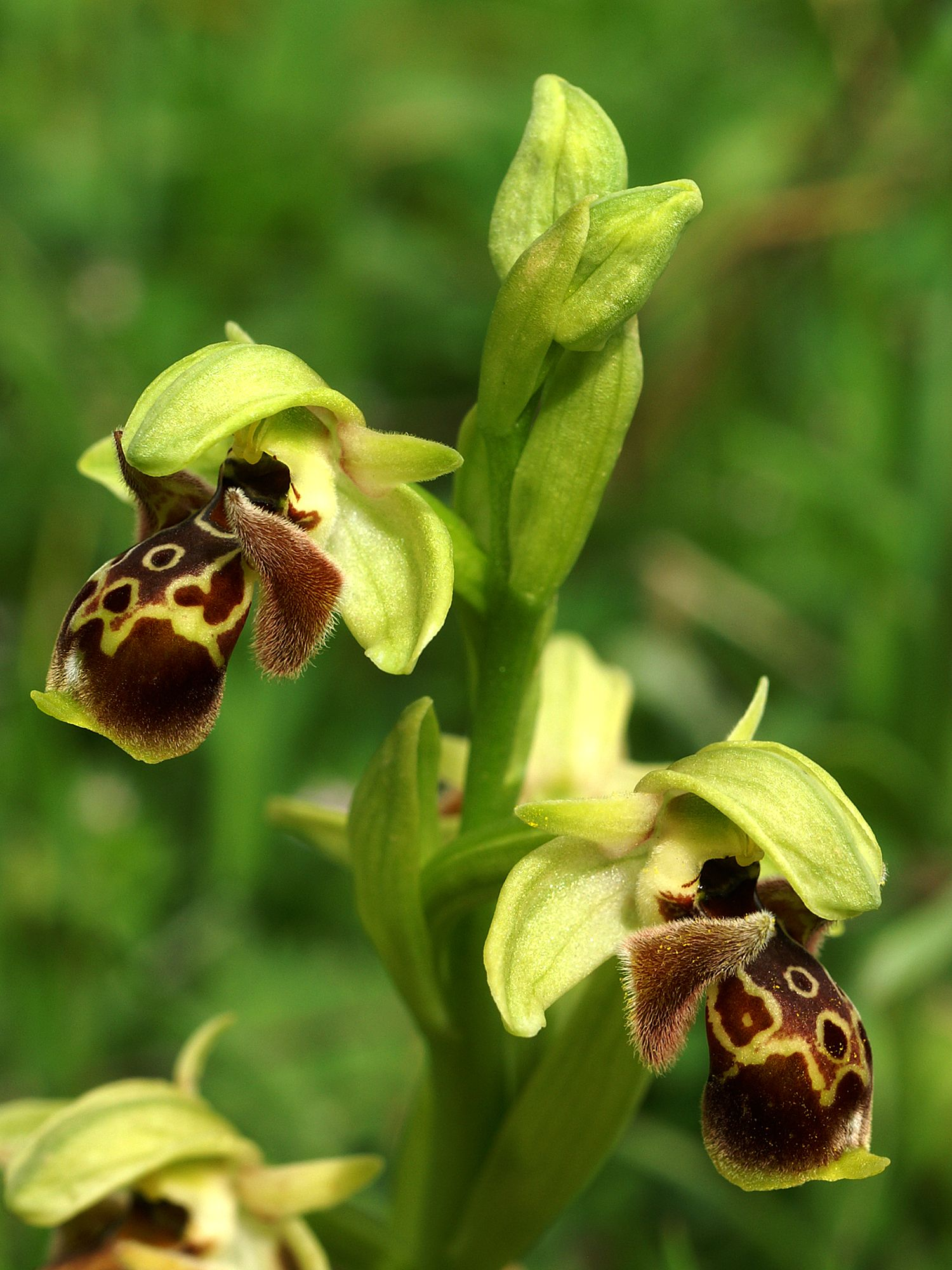